# Wulkan (film 1997)
Wulkan (ang. Volcano) – film fabularny prod. USA z 1997 roku. W roli głównej obsadzono Tommy'ego Lee Jonesa.
Film otrzymał mieszane oceny od krytyków. Serwis Rotten Tomatoes przyznał mu wynik 49%.

## Fabuła
W Los Angeles geolodzy rejestrują przejawy wzmożonej aktywności tektonicznej. Ludzie obawiają się trzęsienia ziemi. Ale w tunelach kolejki podziemnej pojawiają się najpierw opary siarki, potem lawa wulkaniczna. Burmistrz powołuje sztab kryzysowy.

## Obsada
- Tommy Lee Jones – Mike Roark
- Anne Heche – dr Amy Barnes
- Gaby Hoffmann – Kelly Roark
- Don Cheadle – Emmit Reese
- John Corbett – Norman Calder
- John Lynch – Stan Oldber
- Keith David – porucznik Ed Fox